# Коледж Магдалени
52°12′37″ пн. ш. 0°06′58″ сх. д. / 52.210277777778° пн. ш. 0.11611111111111° сх. д.
Коледж Магдалени (англ. Magdalene College, оригінальна вимова: [ˈmɔːdlin]) — один із 31 коледжів Кембриджського університету у Великій Британії.
Коледж був заснований у 1428 році як бенедиктинський гуртожиток, з часом став відомий як Букінгемський коледж, перш ніж у 1542 році був перезаснований як Коледж Магдалени.
Серед благодійників коледжу було чимало видатних людей королівства, зокрема британський прем'єр-дворянин герцог Норфолк, герцог Бекінгем і лорд головний суддя Крістофер Рей. Томас Одлі, лорд-канцлер при Генріху VIII, був відповідальним за відновлення коледжу, а також встановив його девіз — «garde ta foy» (старофранцузьке: «зберігай віру»).
Коледж залишається одним із найменших в університеті, нараховуючи близько 300 студентів. За останнє десятиліття він зберіг високі академічні показники, досягнувши в середньому дев'ятого місця в таблиці Томпкінса та посівши друге місце в 2015 році. У «Магдалені» розташована бібліотека Пепіса, яка містить величезну колекцію рідкісних книг і рукописів, що належали англійському хронікеру Семюелу Піпсу, випускник коледжу.
У період з 1925 по 1954 рік викладачем коледжу був близький товариш Джона Толкіна та всесвітньо відомий письменник Клайв Стейпл Льюіс, автор «Хронік Нарнії», «Листи Крутеня» (рос. Письма Баламута) та однієї з найяскравіших апологетичних книжок християнства «Просто християнство».
Майстром коледжу з 2013 року є Роуен Вільямс, колишній Архієпископ Кентерберійський (2002—2012).

## Відомі випускники
- Чарльз Актон — кардинал, церковний сановник і дипломат папської держави
- Ніколас Бойл — професор німецької мови й літератури та біограф Гете
- Патрік Блекетт — англійський фізик, лауреат Нобелівської премії з фізики.
- Пітер Грабб — професор з екології і ботаніки.
- Едмунд Гріндал — 72-й архієпископ Кентерберійський (1575—1583)
- Саул Дубов — професор з історії співдружності націй.
- Імон Даффі — професор з історії християнства.
- Тім Клаттон-Брок — зоолог, відомий особливо своєю роботою з благородними оленями та сурикатами
- Річард Елліс — професор астрофізики Університетського коледжу Лондона та колишній директор Паломарської обсерваторії, Каліфорнія
- Томас Кранмер — один із батьків англійської Реформації, 69-й архієпископ Кентерберійський (1533—1555)
- Гелен Купер, професор середньовічної та ренесансної англійської мови, кафедру, яку раніше обіймали три попередні стипендіати Magdalene: К. С. Льюїс, JAW Беннетт і Джон Стівенс.
- Траффорд Лі-Меллорі — головний маршал авіації Великої Британії (1943).
- К. С. Льюїс, літературний критик, письменник і теолог.
- Майкл Морріс — президент Міжнародного олімпійського комітету (1972—1980).
- Джордж Меллорі — альпініст, учасник трьох британських експедицій на Еверест (1921, 1922, 1924), вважається першою людиною, яка зробила спробу сходження на його вершину.
- Альфред Ньютон, орнітолог, перший професор зоології.
- Чарльз Кей Огден — англійський письменник, філософ та мовознавець.
- Семюел Піпс — англійський чиновник морського відомства, автор знаменитого щоденника про повсякденне життя лондонців періоду Стюартівської Реставрації.
- Артур Майкл Рамсей — 100-й архієпископ Кентерберійський (1961—1974).
- Майкл Редгрейв — британський актор театру та кіно, режисер, менеджер та письменник.
- Джеймс Рейвен, історик культури та історик книги.
- І. А. Річардс — англійський літературознавець і ритор, вважається одним із засновників сучасного вивчення англійської літератури.
- Девід Робертс (1911—1982), архітектор і керівник відділу досліджень архітектури, проектувальник більшої кількості студентських будинків в Англії, ніж будь-який інший архітектор свого покоління.
- Волтер Ротшильд — британський банкір, фінансист, політик, зоолог і лепідоптерист
- Артур Теддер — верховний головнокомандувач Королівських ВПС Великобританії під час Другої світової війни, Маршал Королівських ВПС (1945)
- Джуліан Феллоуз — англійський письменник, сценарист, кінорежисер, актор, лауреат Премії «Оскар» за найкращий оригінальний сценарій (2002)
- Говард Чейз — професор біохімічної інженерії.

## Галерея

Коледж Магдалени
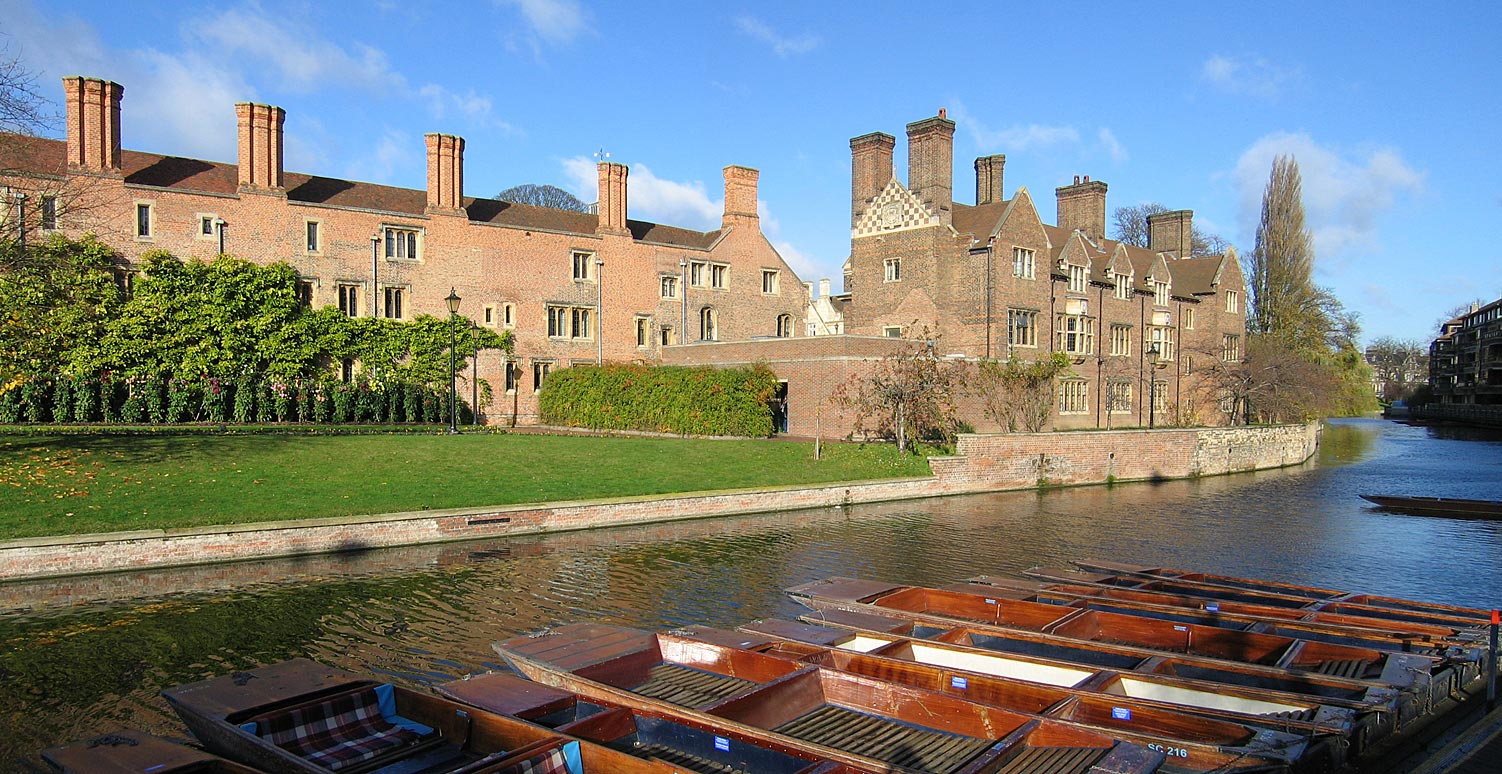
Вид на коледж з боку річки Кам
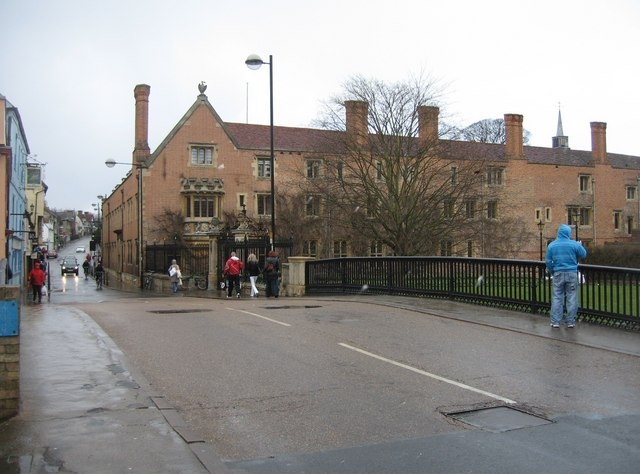
Вид на коледж с мосту через річку Кам
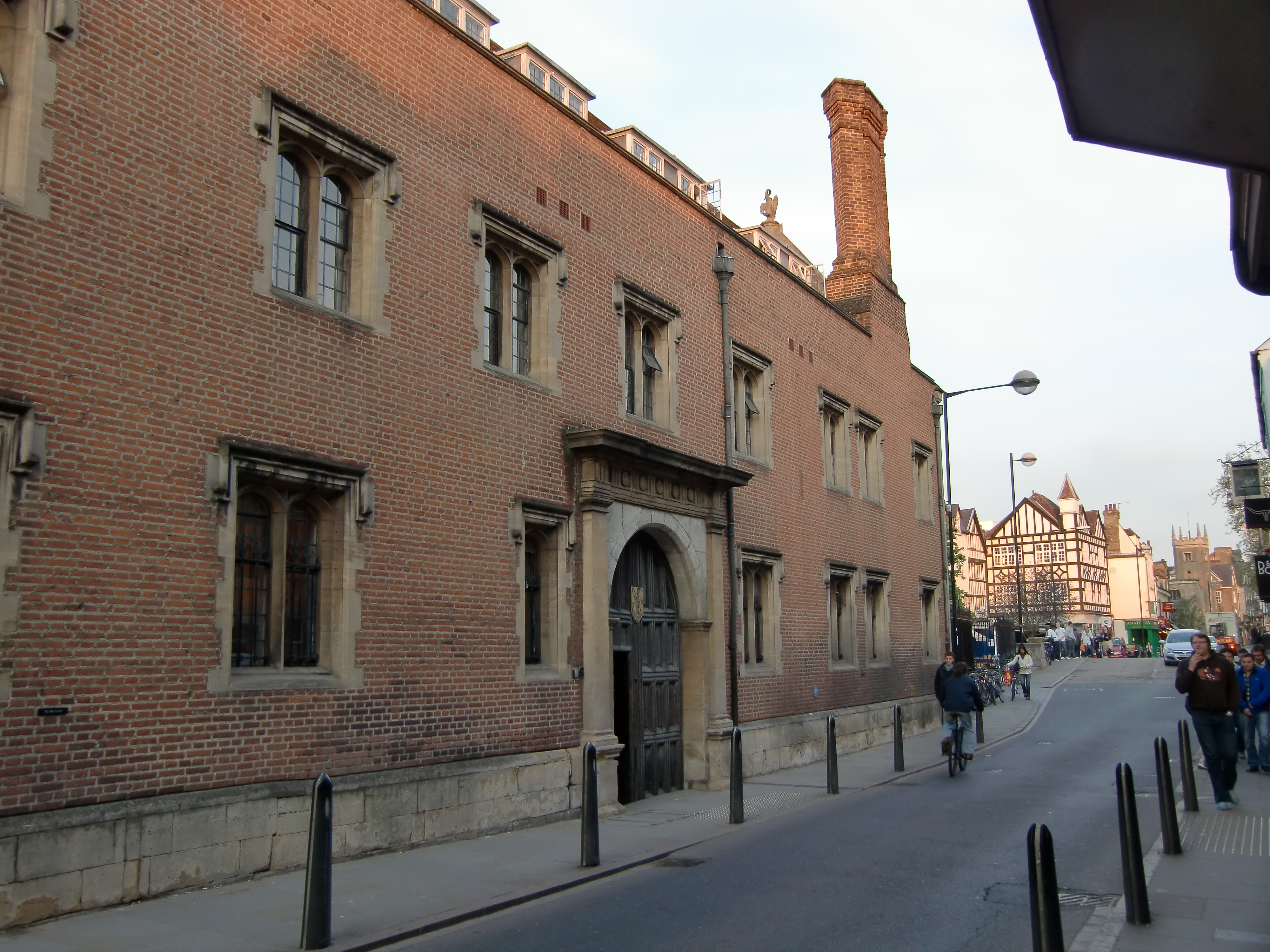
Вид на коледж з Магдален-стрит
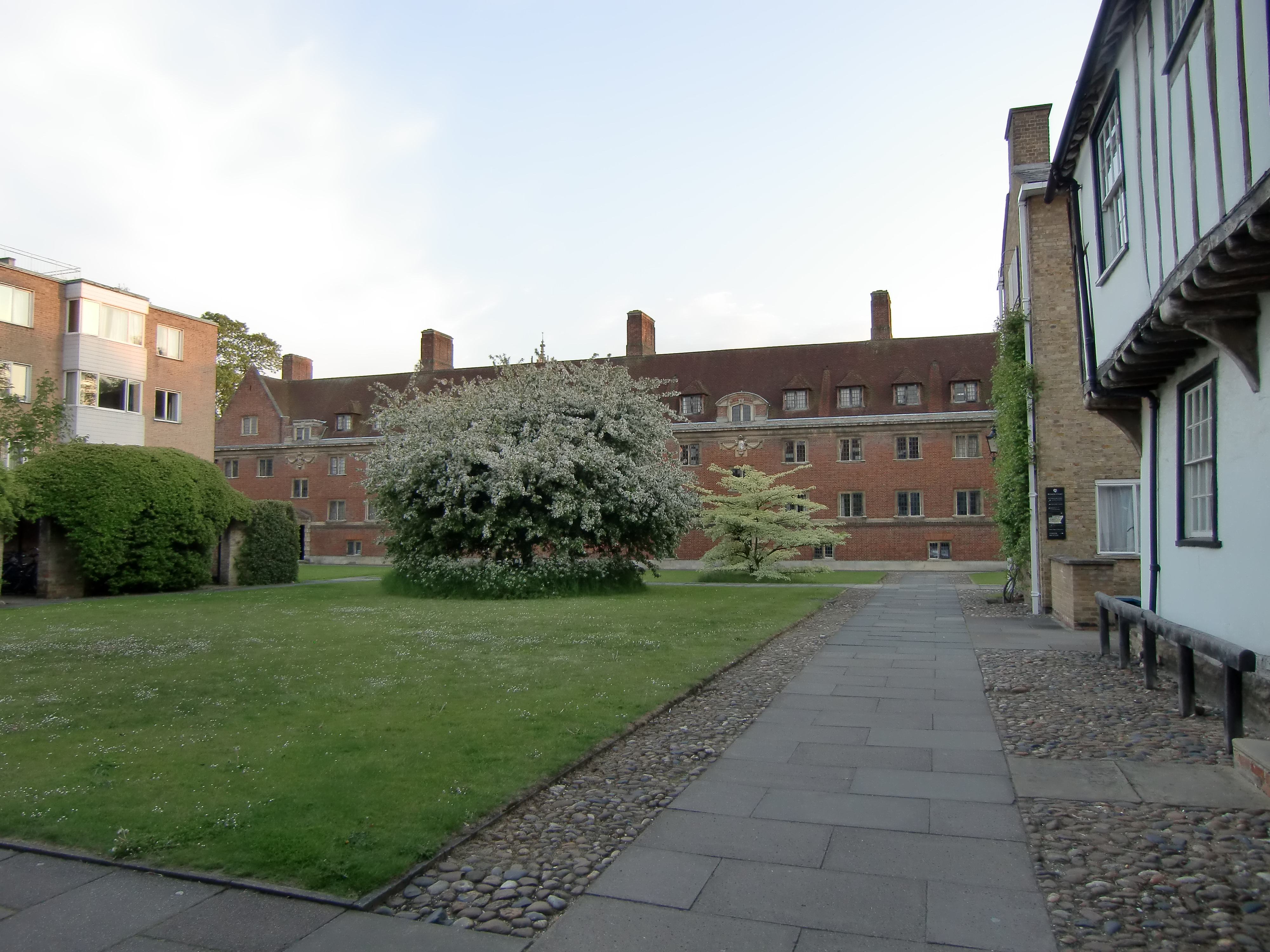
Двір Бенсона
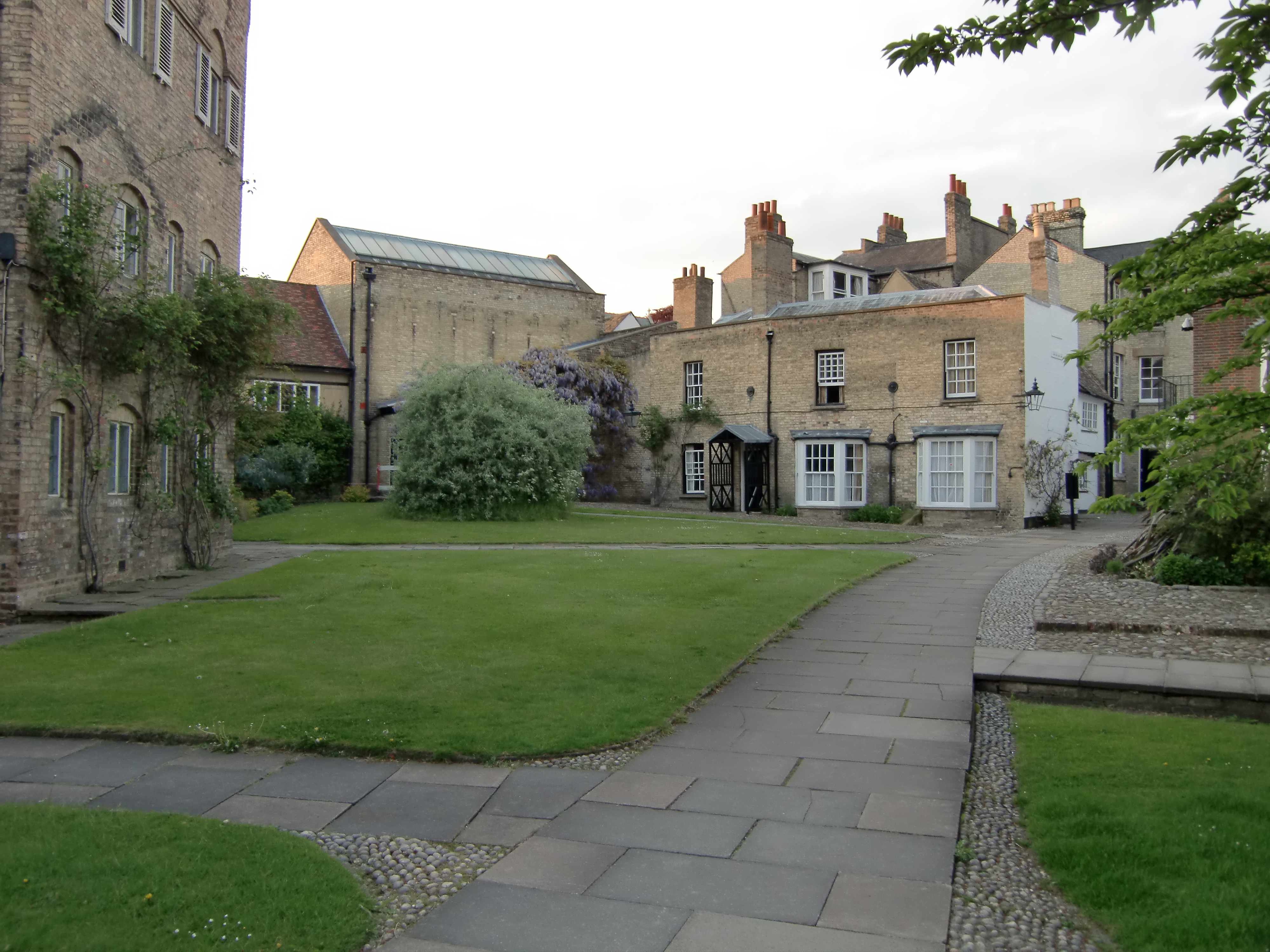
Двір Меллори
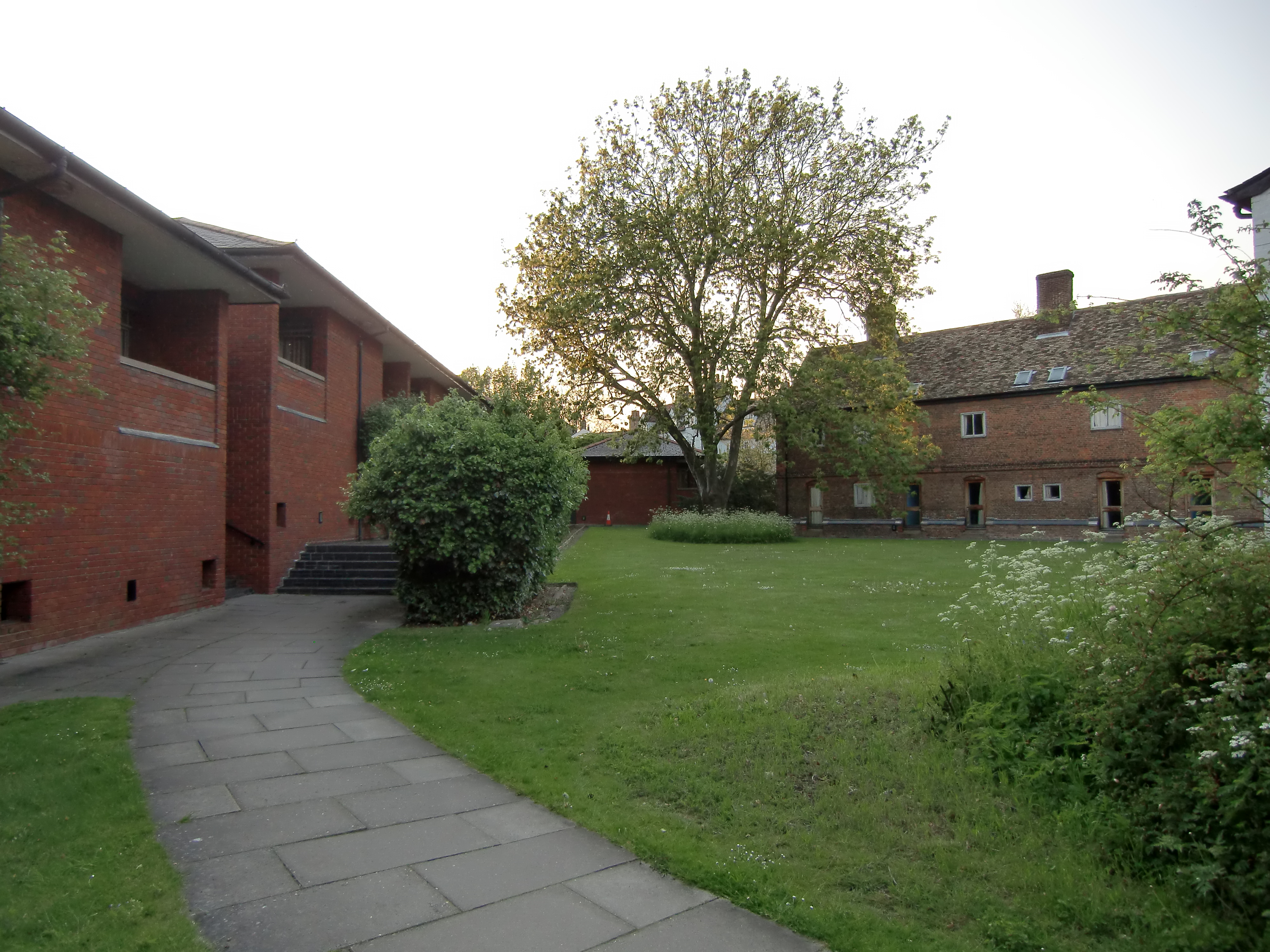
Двір Бекінгема
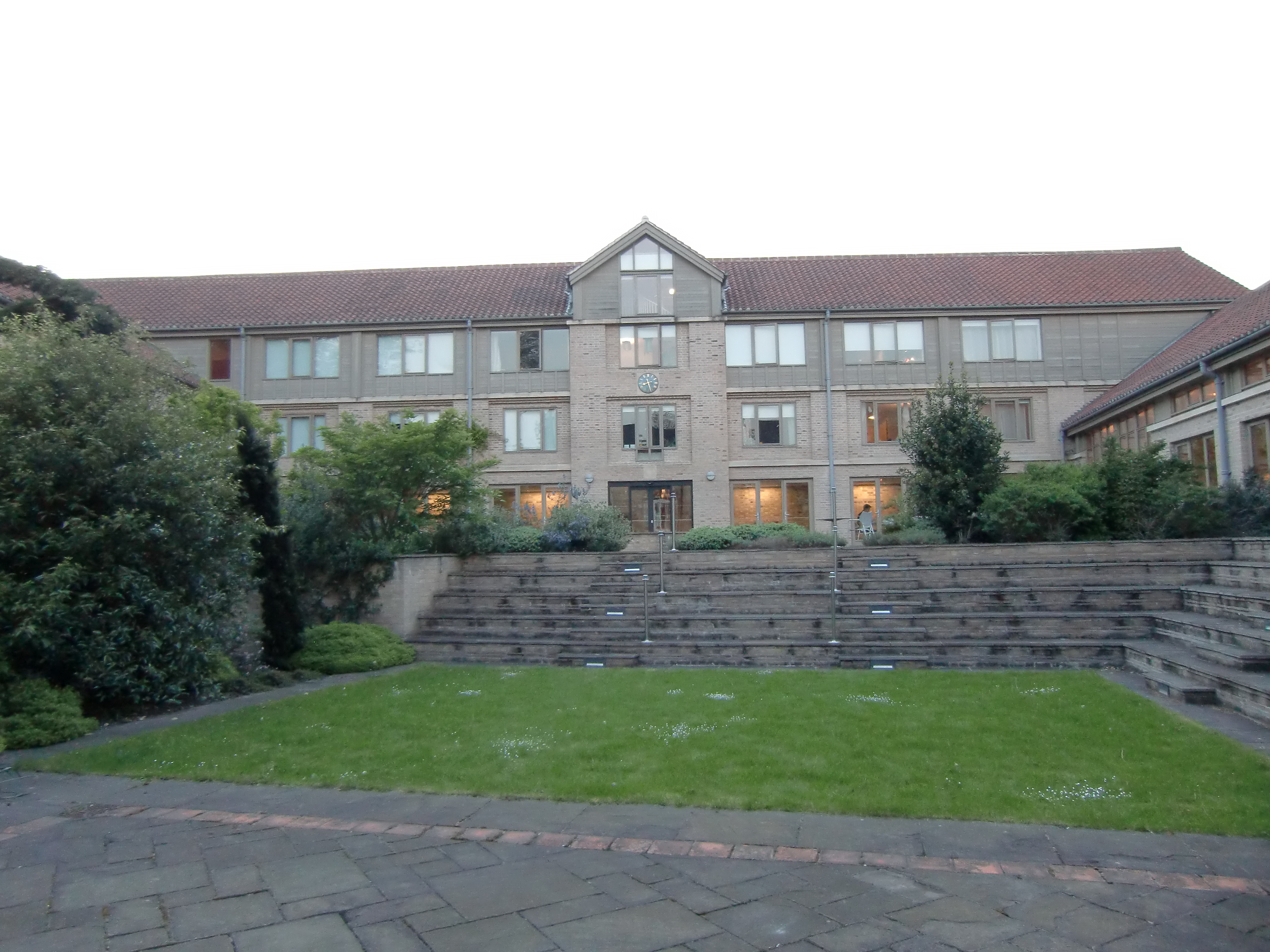
Двір Кріппса
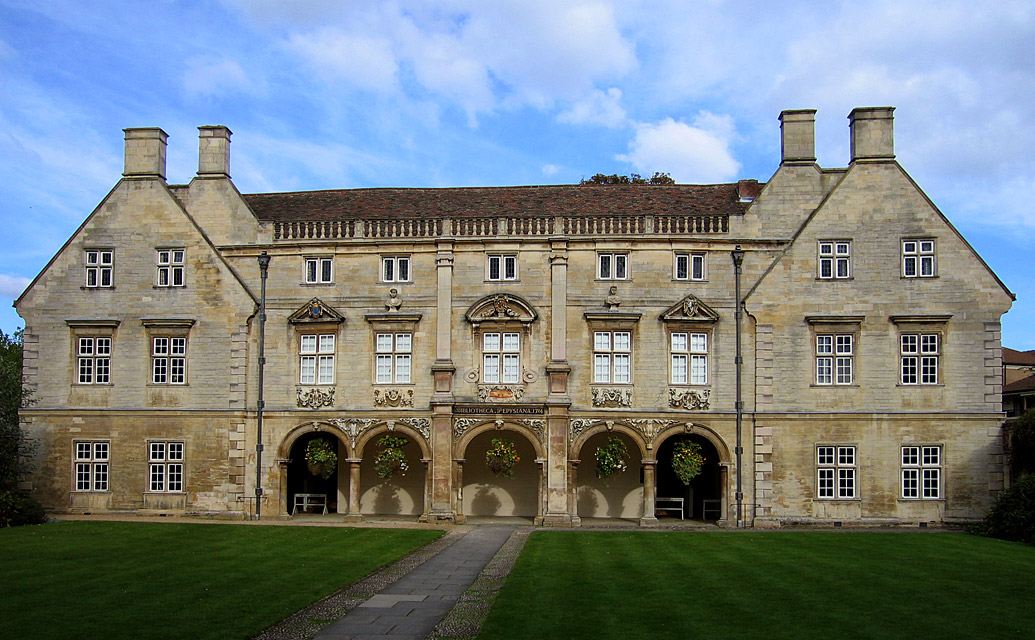
Бібліотека Піпса
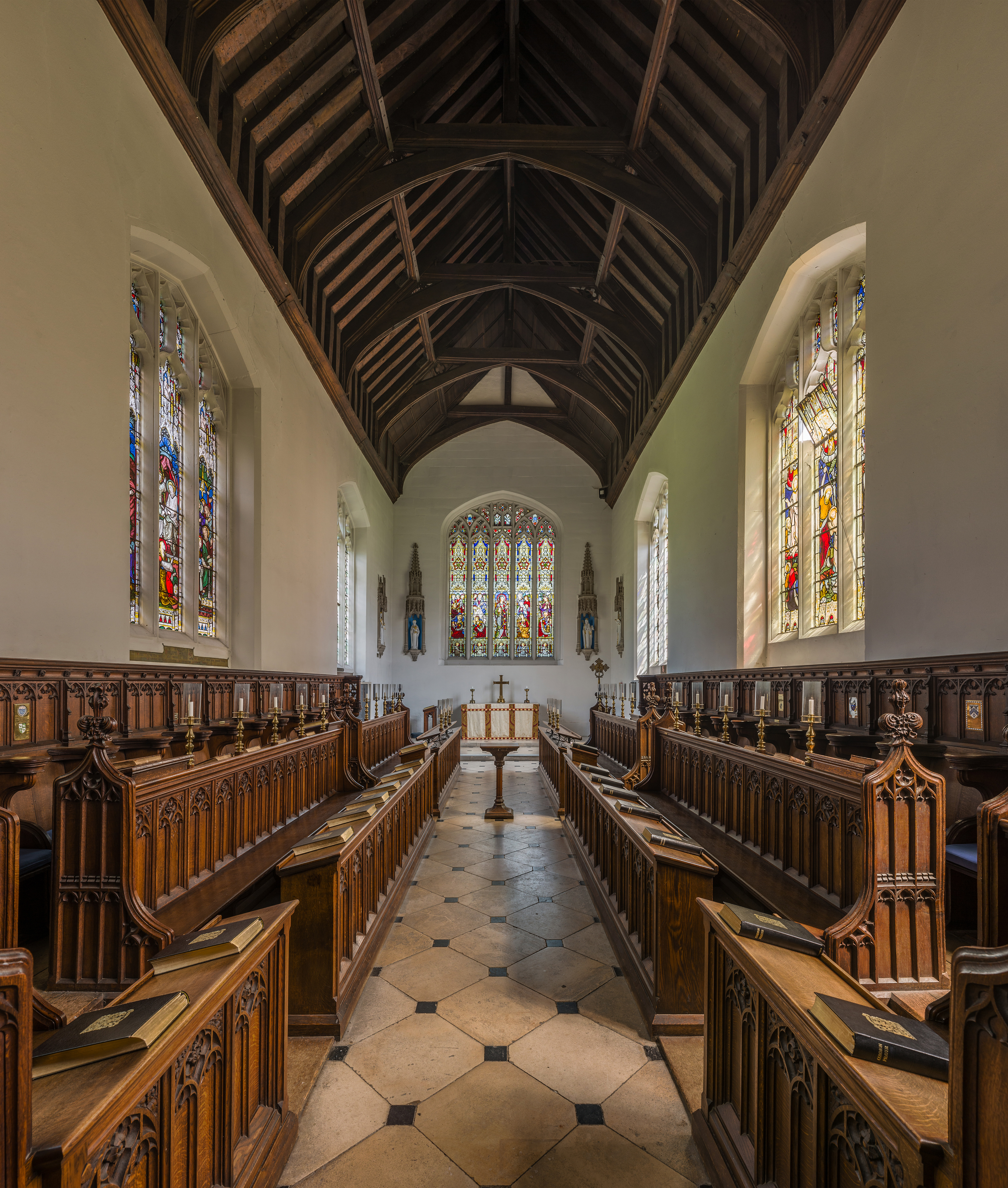
Церква
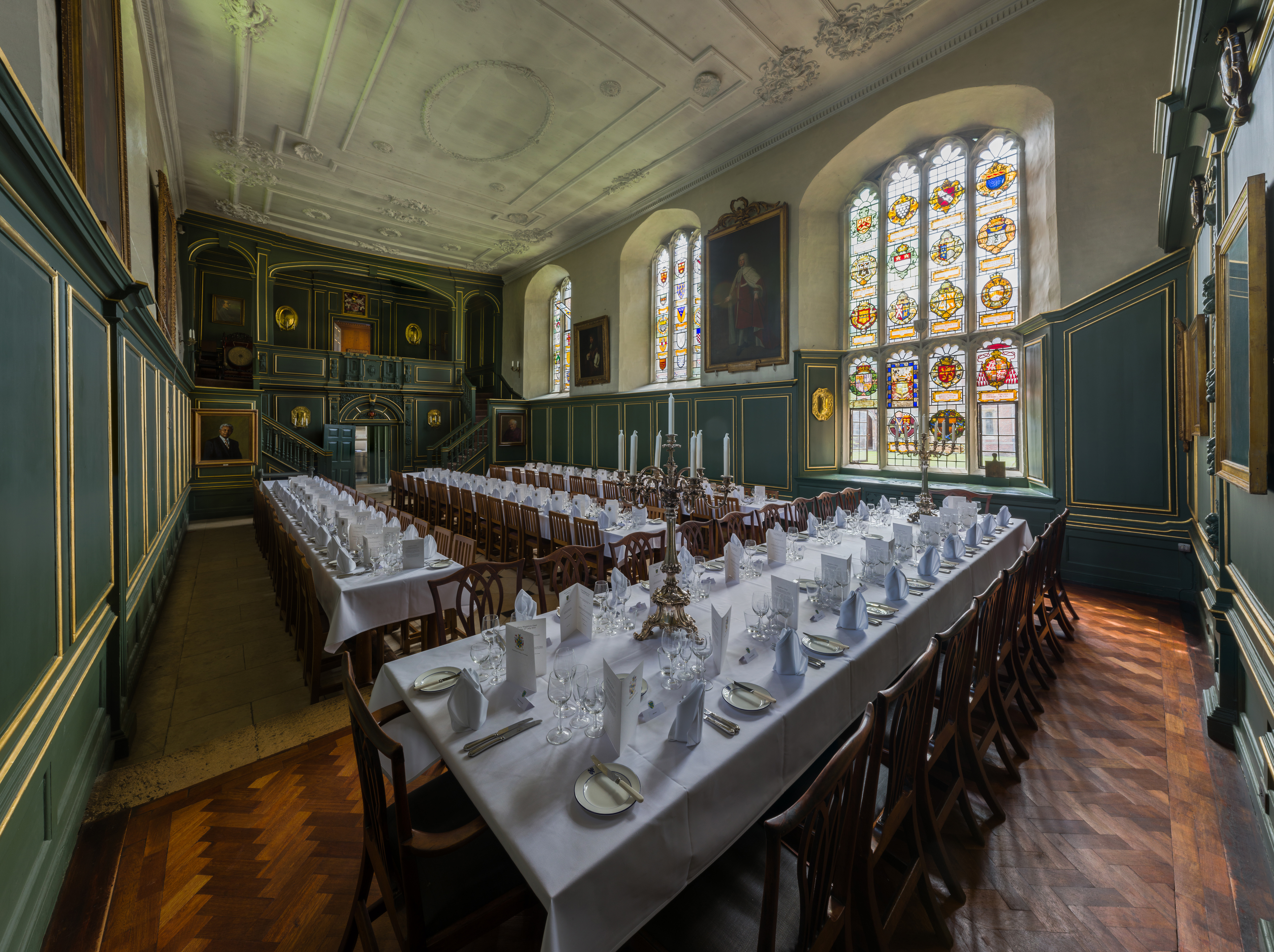
Головна зала коледжа